# Batman v Superman : L'Aube de la justice
Pour les articles homonymes, voir Batman contre Superman et Batman (homonymie).
Série DC Extended Universe
Man of Steel
(2013) Suicide Squad
(2016)
Pour plus de détails, voir Fiche technique et Distribution.
Batman v Superman : L'Aube de la justice (Batman v Superman: Dawn of Justice) est un film de super-héros américain réalisé par Zack Snyder, sorti en 2016.
Distribué par Warner Bros., produit par Charles Roven et écrit par Chris Terrio et David S. Goyer, le film est fondé sur les personnages Batman et Superman de DC Comics. Il est le deuxième du DC Extended Universe, après Man of Steel (2013), et précède Justice League (2017), tous deux du même réalisateur que Batman v Superman.
Le film met en scène Ben Affleck, Henry Cavill, Amy Adams, Jesse Eisenberg, Gal Gadot, Diane Lane, Laurence Fishburne et Holly Hunter dans les rôles principaux.
Le film est considéré comme un événement car il met en scène pour la première fois au cinéma Superman et Batman dans le même film, deux icônes de la pop culture depuis les années 1930. C'est également la première apparition cinématographique d'autres héros de DC Comics comme Wonder Woman, Flash, Aquaman et Cyborg,,,,.
S'il obtient des critiques mitigées à sa sortie, le film est ensuite partiellement réhabilité grâce à sa version longue. Il est également un succès au box-office même si ses résultats furent en deçà de ceux espérés par les studios.

## Synopsis
En 1981, Bruce Wayne fuit l'enterrement de ses parents (un flash-back montre leur assassinat par un inconnu dans une ruelle), puis tombe dans la caverne où une nuée de chauve-souris lui inspire son identité de héros. En 2013, 32 ans plus tard, alors que Superman affronte le général Zod pour sauver Metropolis (événements vus dans le film Man of Steel), Bruce tente de secourir des employés de Wayne Enterprises pris au piège dans un gratte-ciel alors que le Black Zero (le vaisseau de Zod) survolant la ville provoque d'importants dégâts collatéraux. Il assiste alors, impuissant, à l'effondrement du bâtiment qui fait d'innombrables victimes. Héros en activité depuis près de vingt ans à Gotham City sous l'identité de Batman, Wayne est persuadé que Superman causera un jour la perte de l'humanité et qu'il est inévitable de se préparer à l'éliminer.
Dix-huit mois plus tard, dans l'océan Indien, de la Kryptonite est découverte près des débris de la machine à gravité kryptonienne. Pendant ce temps, Lois Lane est à Nairomi (un pays se trouvant dans le Sahara, en Afrique), avec un photographe, pour donner une interview au général Amajagh, le chef d'un groupe de Touaregs radicalisés. Elle et son assistant retrouvent sur place des rebelles ainsi qu'un détachement d'agents de sécurité privée. Malheureusement, le photographe se révèle être un agent infiltré de la CIA et il est exécuté sur le champ par Amajagh, furieux d'avoir été trompé. Lois est prise en otage par Amajagh. C'est alors que les agents de sécurité commencent à se retourner contre les rebelles en les éliminant par surprise. Superman intervient pour interrompre le conflit et neutralise le général Amajagh qui menaçait Lois. À Washington, D.C., au Capitole, une commission sénatoriale, qui enquête sur les actions de Superman, reçoit le témoignage d'une jeune femme pour l'attaque de son village à Nairomi. Cette dernière accuse Superman du meurtre de ses parents.
À Gotham City, Batman n'est plus que l'ombre de lui-même. Devenu un justicier impitoyable, mégalomane et cruel à la suite du meurtre de son ancien partenaire Robin par le Joker, il n'hésite plus à violer son code moral en éliminant et marquant au fer les criminels. Étant sur la piste d'un mystérieux individu, le Portugais Blanc, son enquête le conduit à un russe du nom de Anatoly Knyazev (celui qui dirigeait les agents de sécurité à Nairomi). Il effectue des missions partout dans le monde, mais sa base d'opérations est à Gotham, où il fait du trafic d'armes et d'êtres humains. Pensant que Knyazev le mènera au Portugais Blanc, Bruce est confronté à son mentor et majordome, Alfred Pennyworth, qui lui reproche ses pratiques violentes et souligne que tout a changé depuis l'apparition de Superman.
Alexander « Lex » Luthor, PDG de la multinationale LexCorp, présente au sénateur Barrows et à la sénatrice Finch (la responsable de la commission) un petit fragment de Kryptonite, découvert près du Black Zero, par une des équipes de LexCorp chargées de la reconstruction de Metropolis. Un des scientifiques de Luthor leur révèle que ce minéral a la capacité d'affaiblir un kryptonien. En effet, avec une quantité suffisante, Luthor voudrait en faire une arme de dissuasion contre les Kryptoniens. C'est alors qu'il leur montre des images de la Kryptonite découverte dans l'océan Indien. Bien que ce minéral soit radioactif, Luthor demande à la sénatrice une licence d'importation pour amener cette Kryptonite à Metropolis. Il obtient du sénateur Barrows la permission d'accéder au vaisseau de reconnaissance kryptonien (qui contient la chambre génétique) écrasé au centre de Metropolis et l'accès à la dépouille du général Zod pour analyse. Wallace Keefe, un employé de Wayne Enterprises, qui avait perdu la moitié de ses deux jambes lors de la confrontation entre Superman et Zod, se rend dans le Parc des Héros (construit sur le sol même où le Black Zero tirait son rayon), où se trouve une statue de Superman et des stèles commémoratives aux victimes de l'attaque de Zod à Metropolis. Sur place, Wallace se recueille et met un graffiti sur la statue. Il est par la suite arrêté pour vandalisme par la police.
Bruce Wayne assiste à un combat clandestin et rencontre Knyazev. Après avoir secrètement piraté son portable, il s'aperçoit que Knyazev fait des transactions avec le Portugais Blanc et que son portable transmet en permanence des données en parties masquées vers la résidence privée de Lex Luthor. Lois mène une enquête sur une balle qu'elle avait récupérée sur les lieux de la fusillade à Nairomi. Tout en ignorant que la balle provient des armes des agents de sécurité, en faisant une analyse de la balle, Lois découvre que ce genre de munitions n'est commercialisées nulle part et qu'on en trouve même pas sur le marché parallèle. Elle décide de se rendre à Washington pour savoir qui a donné des prototypes militaires à des combattants Touareg à Nairomi. De son côté, Clark Kent est scandalisé par les méthodes peu conventionnelles du Chevalier Noir et se met en tête de s'occuper de son cas en cherchant à obtenir des informations. Après plusieurs négociations, la sénatrice Finch bloque la licence d'importation de la Kryptonite, convaincue que Luthor veut faire de ce minéral non pas une arme défensive mais offensive.
Le 1er novembre 2015, pendant un gala tenu à la résidence principale de Luthor, Bruce est en mission d'infiltration pour voler des données informatiques à Luthor qu'il soupçonne d'être le Portugais Blanc, tandis que Clark est sur place pour couvrir l'événement en tant que représentant du Daily Planet. Les deux finissent par se rencontrer et confrontent leurs opinions sans connaitre leurs identités respectives de héros. En proie à la colère, Bruce a l'intime conviction que Superman est un danger pour le monde, alors que ce dernier veut faire cesser les violences de Batman. Mais alors que le milliardaire est sur le point de s'éclipser, une mystérieuse femme lui subtilise les informations confidentielles de Luthor et s'enfuit. Devant les médias, Superman fait l'objet de plus en plus de controverse.
Wallace est libéré sous caution par Luthor. Ce dernier lui offre un fauteuil roulant électrique et manipule Wallace pour qu'il témoigne à la commission. À Washington, Lois se confronte brièvement au lieutenant général Calvin Swanwick (devenu ministre de la Défense des États-Unis) en lui demandant si l'Amérique fournit des armes expérimentales aux rebelles à Nairomi. Elle lui demande la vérité, mais Swanwick lui dit simplement qu'elle et Superman n'auraient pas dû se retrouver là, et lui préconise donc de ne pas inventer un complot dans l'espoir de redorer l'image de Superman et la sienne. Tandis que Bruce décrypte dans la Batcave les données informatiques volées à Luthor que la femme lui a restituées, le milliardaire fait alors un rêve apocalyptique où Superman est devenu un dictateur sanguinaire à la tête d'une armée qui exécute le chef de la résistance, Batman, en lui perforant la poitrine. Bruce se réveille soudainement de ce cauchemar et se retrouve face à un homme masqué surgissant d'un vortex temporel, qui lui crie un étrange message lui disant qu'il ne s'est jamais trompé sur Superman et que Lois Lane est la clé. Bruce se réveille alors en sursaut. Le décodage des données accompli, il découvre que le Portugais Blanc n'est autre qu'un navire transportant l'échantillon de Kryptonite qui fut découvert il y a maintenant trois mois.
Durant la nuit, lors d'une mission d'interception, Batman attaque un convoi de LexCorp mais Superman s'interpose en lui intimant de cesser ses activités. Après le témoignage de Wallace, la sénatrice Finch demande à Superman de s'expliquer devant la commission pour les dommages collatéraux qu'il a provoqués à Metropolis et à Nairomi. Lois, qui est encore à Washington, Swanwick lui révèle que d'après le FBI, l'affaire de Nairomi était un coup monté afin que Superman passe pour coupable. Il lui révèle également que le métal de la balle a été fabriqué par LexCorp et que les agents de sécurité à Nairomi travaillent pour Luthor. Swanwick conclut en disant que cette information est Secret défense. Lois devine alors que les agents de sécurité savaient que sa présence à Nairomi permettrait d'attirer Superman.
Superman se présente devant la commission. Mais soudain, le fauteuil roulant de Wallace explose, éliminant toute la commission. En faisant d'une pierre deux coups Luthor s'est vengé de la sénatrice Finch et entacher publiquement l'image de Superman en le montrant incapable de contrer un simple acte de terrorisme. Le monde entier commence alors à soupçonner l'implication de Superman dans la destruction du Capitole. Un Bruce indigné assiste en direct à l'attentat et reçoit des courriers lui reprochant de ne pas avoir sauvé ses employés à Metropolis. Plus tard, Luthor découvre avec satisfaction que LexCorp a été saccagé par le justicier de Gotham, venu pour voler la Kryptonite. Luthor utilise ensuite les empreintes digitales de Zod pour pénétrer dans la chambre génétique du vaisseau kryptonien. Avec la clé de commande de Zod, qui était restée sur l'interface du vaisseau, Luthor accède aux archives kryptoniennes (qui renferment des savoirs provenant de cent-mille mondes). Pendant ce temps, Bruce renforce sa musculation et fabrique différentes armes à base de Kryptonite. En regardant les données informatiques de Luthor, Bruce trouve un dossier sur quatre méta-humains. Il sélectionne l'un d'eux et découvre qu'il s'agit de la mystérieuse femme, mais chose encore plus troublante, il voit ensuite une photo d'elle et de quatre hommes prise en novembre 1918, en Belgique.
Toujours dans la chambre génétique, Luthor met en place son plan B : utiliser le cadavre de Zod. Il met un peu de son sang sur le visage du corps de Zod pour engager un processus de métamorphose. Ayant deviné l'identité secrète de Batman puis de Superman, il enlève Lois et Martha Kent par le biais de Knyazev et de ses hommes. Il jette Lois du sommet de la Tour LexCorp en guise d'appât pour attirer Superman à lui. Ce dernier tombe dans le piège et lui porte secours. Une fois seul avec le Kryptonien, il dévoile son plan : il a tout fait pour attiser la haine de Batman envers Superman en provoquant l'explosion au Capitole et en accentuant la culpabilité de Bruce concernant ses employés à Metropolis. En plus de souffrir d'un complexe d'infériorité face à Superman, Luthor lui dévoile son passé douloureux auprès d'un parent violent, ce qui l'a poussé à perdre foi en l'humanité. Et à la suite de l'apparition de Superman qui a attisé l'espoir sur Terre, il s'est enfermé dans le déni, refusant catégoriquement de reconnaître qu'il s'était trompé sur le sort de l'humanité. Dans sa névrose, Luthor voulait ainsi asseoir son point de vue comme une vérité, quitte à éliminer des innocents. Il veut aussi prouver que Superman n'est pas un Dieu, car selon lui, personne ne peut être tout puissant et tout bienfaisant à la fois. En salissant l'image de Superman, Luthor veut montrer au monde que les valeurs morales et la justice n'existent pas. Il le force ainsi à affronter Batman dans un combat à mort, et menace d'éliminer Martha s'il ne rapporte pas la tête du Chevalier noir.
Pendant que le vaisseau kryptonien pompe l'énergie électrique de Metropolis pour procéder à la métamorphose de Zod, la mystérieuse femme reçoit un e-mail de Bruce. Elle voit la photo d'elle et regardent les dossiers sur les trois autres méta-humains : Flash, Aquaman et Cyborg.
Superman retrouve Batman au port de Gotham pour lui demander de l'aide, mais ce dernier ne lui laisse pas le temps de s'expliquer. En ayant dissimulé des pièges dans la zone de rencontre, Batman s'en prend à Superman et profite de l'effet de surprise. Un combat s'engage entre les deux super-héros, où Superman retient ses coups et tente de raisonner Batman. L'homme chauve-souris parvient non sans mal à prendre l'avantage grâce à du gaz à base de Kryptonite qui affaiblit Superman. Alors que le Chevalier Noir s’apprête à porter le coup fatal avec une lance en Kryptonite, Superman comprend qu'il ne pourra pas s'en sortir et lui demande de sauver sa mère Martha, qui est sur le point d'être éliminée. Batman est alors perturbé par les paroles du Kryptonien. Il pense qu'il fait allusion à Martha Wayne, sa propre mère. Il se prépare à l'achever, lorsque Lois surgit et explique au justicier de Gotham que la mère de Superman s'appelle également Martha.
Ce nom fait réagir Batman, qui hésite momentanément à empaler Superman avec la lance. Il revit alors l'assassinat de Martha et Thomas Wayne en flashbacks. Bruce réalisa ainsi qu'en tuant Superman, il deviendrait ce qu'il déteste le plus et qu'il s'est promis d'arrêter : un meurtrier, qui prive un enfant innocent de ses parents.
Horrifié par ses actions, Batman se débarrasse de la lance en Kryptonite et décide d'aider Superman, qui lui explique la situation. Il part secourir Martha Kent des hommes de Luthor, pendant que son allié va retrouver son ennemi. Ce dernier, furieux de voir l'Homme d'acier toujours vivant, dévoile sa dernière carte pour éliminer Superman. C'est alors que le processus s'achève et une créature hideuse sort de sa chrysalide. Considérant sa créature comme l'apocalypse de Superman, Luthor la nomme Doomsday. Après avoir essayé de s'en prendre à son créateur, Superman s'attaque à lui et ce dernier le projette dans le Parc des Héros. Le monstre assomme Superman et le projette sur un immeuble. Doomsday se rend ensuite au sommet de la Tour LexCorp. Des hélicoptères Apache arrivent et tirent à plusieurs reprises sur la créature, mais cela est sans effet. C'est alors que Superman réapparaît et tente d'envoyer Doomsday dans l'espace pour sauver des vies civiles. Le président des États-Unis ordonne à contrecœur de lancer un missile nucléaire sur les deux Kryptoniens. Doomsday retombe cependant sur Terre, sur l'île de Stryker (qui se trouve entre Gotham et Metropolis), alors que Superman doit attendre le lever de Soleil dans l'espace pour se régénérer. Depuis le Batwing, Batman attire Doomsday vers le port de Gotham. Il est rejoint par la mystérieuse voleuse, vêtue d'une armure et munie d'une épée, d'un bouclier et d'un lasso. Elle se révèle être Diana Prince alias Wonder Woman.
Comprenant que la seule solution est la Kryptonite, Batman utilise ses dernières cartouches de gaz sur Doomsday, tandis que Wonder Woman essaie de maîtriser la créature difforme. Lois récupère la lance en Kryptonite conçue par Batman pour tuer Superman, mais la force de Doomsday est telle que seul Superman peut la manipuler de près. Affaibli par les radiations en Kryptonite de la lance, il se sacrifie en empalant Doomsday, mais ce dernier lui perce le cœur et le tue avec une de ses griffes. Le combat s'achève avec les cris fracassants de Superman qui propagent des ondes sonores dans le ciel. Visiblement perturbé et même attristé, Batman enveloppe soigneusement le corps de Superman dans sa propre cape et le remet à Lois. Cette dernière pleure son compagnon en compagnie du justicier de Gotham et de la guerrière.
Le lendemain de l'annonce de la mort de Superman, l'enterrement de Clark se déroule à Smallville, en présence de Bruce et Diana, tandis qu'à Washington des militaires rendent hommage à un cercueil vide. Luthor est emprisonné à Belle Reve pour tous ses crimes et reçoit une visite de Batman qui le prévient que, désormais, il sera surveillé de près. Ce dernier, pris de délires paranoïaques de par ses découvertes dans les archives kryptoniennes, déclare que la mort de Superman a été entendue par-delà les étoiles, suggérant l'approche d'une nouvelle invasion alien.
Bruce demande alors de l'aide de Diana pour retrouver ses semblables méta-humains. Cette dernière est réticente à l'idée de les sortir de leur anonymat volontaire, mais Bruce lui assure que son instinct lui commande de le faire afin qu'ils soient prêts à se battre en vue de potentiels ennemis comme il pouvait le voir dans son cauchemar.
Lois, restée seule avec la bague au doigt que Clark avait prévu de lui offrir, jette une dernière poignée de terre sur son cercueil. Elle part sans voir l'infime frémissement de celle-ci laissant penser qu'il est encore vivant.

## Fiche technique
Sauf indication contraire, les informations mentionnées dans cette section peuvent être confirmées par les bases de données cinématographiques IMDb et Allociné,  présentes dans la section « Liens externes ».
- Titre original : Batman v Superman: Dawn of Justice
- Titre français : Batman v Superman : L'Aube de la justice
- Titre québécois : Batman vs Superman : L'Aube de la justice
- Réalisation : Zack Snyder
- Scénario : David S. Goyer et Chris Terrio,
  - d'après le personnage Batman créé par Bob Kane et Bill Finger en 1939
  - d'après le personnage Superman créé par Jerry Siegel et Joe Shuster en 1938
  - d'après le personnage Wonder Woman créé par William Moulton Marston en 1941
- Musique : Hans Zimmer et Junkie XL
- Direction artistique : Gregory S. Hooper, Ravi Bansal, Patricio M. Farrell, Lorin Flemming, Beat Frutiger, Kevin Ishioka et Troy Sizemore
- Décors : Patrick Tatopoulos
- Costumes : Michael Wilkinson
- Photographie : Larry Fong
- Son : Chris Jenkins, Michael Keller, Scott Hecker (en)
- Montage : David Brenner
- Production : Charles Roven et Deborah Snyder
  - Production déléguée : David S. Goyer, Geoff Johns, Benjamin Melniker, Christopher Nolan, Emma Thomas, Michael E. Uslan, Wesley Coller et Steven Mnuchin
  - Production associée : Trevor Christie, Wayne Johnson, Bruce Moriarty et Andrea Wertheim
  - Coproduction : Curt Kanemoto, Jim Rowe et Gregor Wilson
- Sociétés de production[6] : Atlas Entertainment, Cruel & Unusual Films, DC Films, DC Entertainment et Zak Productions, présenté par Warner Bros., en association avec RatPac-Dune Entertainment
- Société de distribution : Warner Bros.
- Budget : 250 millions de $[7]
- Pays de production :  États-Unis
- Langue originale : anglais
- Format[8] : couleur (FotoKem) (Company 3) 
  - Version 35 mm (Kodak Vision 2383) — 2,40:1
  - Version 70 mm (Kodak Vision 2383) — 2,20:1
  - Format IMAX 3D (Kodak Vision 2383) — 1,43:1
  - son Dolby Atmos | Datasat (Datasat Digital Sound) | 12-Track Digital Sound | Dolby Surround 7.1 | IMAX 6-Track
- Genre : action, aventures, science-fiction, super-héros
- Durée : 152 minutes (version originale) ; 183 minutes (Ultimate Edition - version longue)
- Dates de sortie[9] :
  - France, Belgique, Suisse romande : 23 mars 2016[10],[11]
  - États-Unis, Québec : 25 mars 2016[12]
- Classification[13] :
  - États-Unis : accord parental recommandé, film déconseillé aux moins de 13 ans (PG-13 - Parents Strongly Cautioned)[Note 1]
  - États-Unis (version Ultimate Edition) : interdit aux moins de 17 ans (R – Restricted)
  - France : tous publics avec avertissement[14],[Note 2]
  - Belgique : tous publics (Alle Leeftijden)[10]
  - Québec : tous publics - déconseillé aux jeunes enfants (G - General Rating)
  - Suisse romande : interdit aux moins de 12 ans[15]

## Distribution
N.B. : la version longue a été doublée seulement en VF, non en VQ. Quant à la version de 151 minutes, le doublage existe bien en VF et VQ.
 Sauf indication contraire, les informations mentionnées dans cette section peuvent être confirmées par la base de données cinématographiques IMDb,  présente dans la section « Liens externes ».
- Henry Cavill (VF : Adrien Antoine ; VQ : Patrice Dubois) : Kal-El / Clark Kent / Superman
- Ben Affleck (VF : Boris Rehlinger ; VQ : Pierre Auger) : Bruce Wayne / Batman
- Amy Adams (VF : Caroline Victoria ; VQ : Viviane Pacal) : Lois Lane
- Jesse Eisenberg (VF : Donald Reignoux ; VQ : Hugolin Chevrette-Landesque) : Lex Luthor
- Diane Lane (VF : Hélène Chanson ; VQ : Anne Bédard) : Martha Kent (en)
- Laurence Fishburne (VF : Paul Borne ; VQ : Guy Nadon) : Perry White
- Jeremy Irons (VF : Bernard Tiphaine ; VQ : Jacques Lavallée) : Alfred Pennyworth
- Holly Hunter (VF : Marie Vincent ; VQ : Lisette Dufour) : sénatrice June Finch
- Gal Gadot (VF : Ingrid Donnadieu ; VQ : Lynda Thalie) : Diana Prince / Wonder Woman
- Scoot McNairy (VF : Thomas Roditi ; VQ : Claude Gagnon) : Wallace Vernon Keefe[16]
- Callan Mulvey (VF : Serge Biavan ; VQ : Jean-François Beaupré) : Anatoli Knyazev / KGBeast[17]
- Tao Okamoto : Mercy Graves (en), assistante de Lex Luthor
- Bailey Chase (VF : Hervé Caffin) : Python Team Leader
- Hugh Maguire : Jack O' Dwyer
- Michael Shannon : Général Zod
- Robin Atkin Downes : Doomsday (capture de mouvement et voix)
- Michael Cassidy (VF : Nicolas Buchoux) : Jimmy Olsen (caméo)
- Sammi Rotibi (VF : Jean-Baptiste Anoumon) : général Amajagh
- Dan Amboyer : un pilote de drone
- Dennis North (VF : Mathieu Buscatto) : sénateur Barrows
- Sebastian Sozzi (VF : Hervé Caffin) : Cesar Santos
- Ralph Lister : Emmet Vale : (caméo)
- Rebecca Buller (VF : Geneviève Doang) : Jenny Jurwich, journaliste au Daily Planet
- Harry Lennix (VF : Daniel Lobé) : Calvin Swanwick, ministre de la Défense des États-Unis[18]
- Christina Wren : major Carrie Farris
- Demi Kazanis : petite amie de Lex Luthor
- Chad Krowchuk (VF : Sébastien Desjours) : Glen Woodburn
- Neil deGrasse Tyson : lui-même
- Carla Gugino (VF : Marion Valantine) : Kelor (en), ordinateur du vaisseau kryptonien (voix)
- Ezra Miller (VF : Jean-Christophe Dollé) : Barry Allen / Flash (caméo)
- Cruz Gonzales-Cadel : Adriana Santos
- Brandon Spink (VQ : Clifford Leduc-Vaillancourt[19]) : Bruce Wayne, jeune
- Kevin Costner (VF : Bernard Lanneau) : Jonathan Kent (en) (caméo)
- Nancy Grace : elle-même
- Jason Momoa : Arthur Curry / Aquaman (caméo)
- Joe Morton (VF : Jean-Paul Pitolin ; VQ : Patrick Chouinard) : Silas Stone (en), le père de Cyborg (caméo)
- Ray Fisher : Victor Stone / Cyborg (caméo)
- Patrick Wilson (VF : Frédéric van den Driessche) : le président des États-Unis (voix)
- Jeffrey Dean Morgan (VF : Lionel Tua) : Thomas Wayne (caméo, non crédité)
- Lauren Cohan : Martha Wayne (caméo, non crédité)
- Chris Pine : Steve Trevor (caméo sur la photo en noir et blanc avec Wonder Woman - non crédité)
- Saïd Taghmaoui : Sameer (caméo sur la photo en noir et blanc avec Wonder Woman - non crédité)
- Jena Malone : Jenet Klyburn (en)[20] (scènes coupées au montage pour la version cinéma du film)
- Ciarán Hinds[Information douteuse] : Steppenwolf (scènes coupées, voix)
- Jon Stewart (VF : Gérard Surugue) : lui-même
- C.T. Fletcher : un détenu de prison (Version longue)
- Damon Caro : Joe Chill (caméo) (non crédité)
- Richard Cetrone : Bat Créature (caméo) (non crédité)

- Version française
  - Studio de doublage : Dubbing Brothers
  - Direction artistique : Michel Derain
  - Adaptation : Félicie Seurin et Pierre Arson

Source : version française (VF) sur RS Doublage et selon le carton du doublage français cinématographique. version québécoise (VQ) sur Doublage Québec

Photos des acteurs principaux
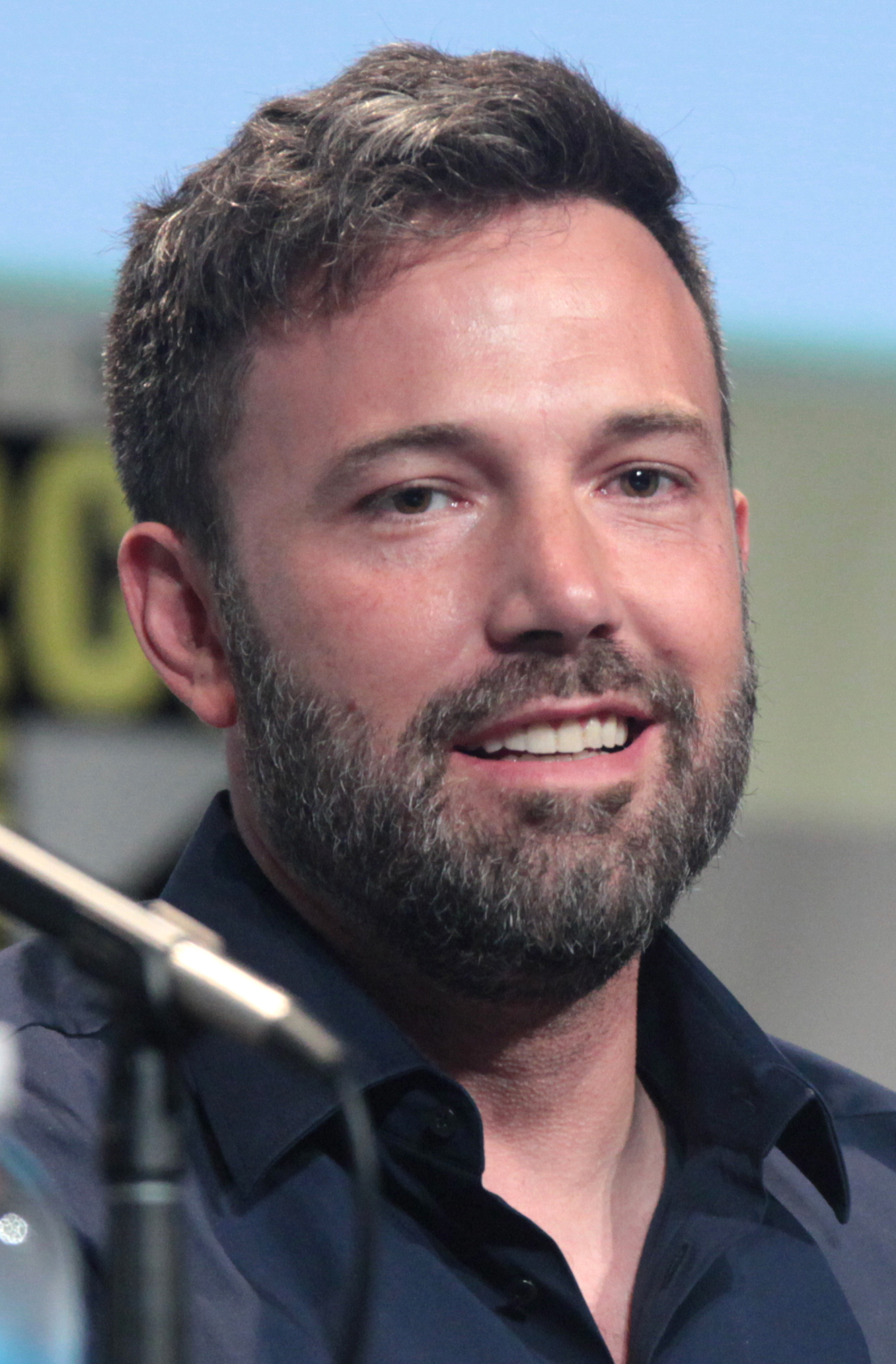
Ben Affleck interprète Bruce Wayne / Batman.
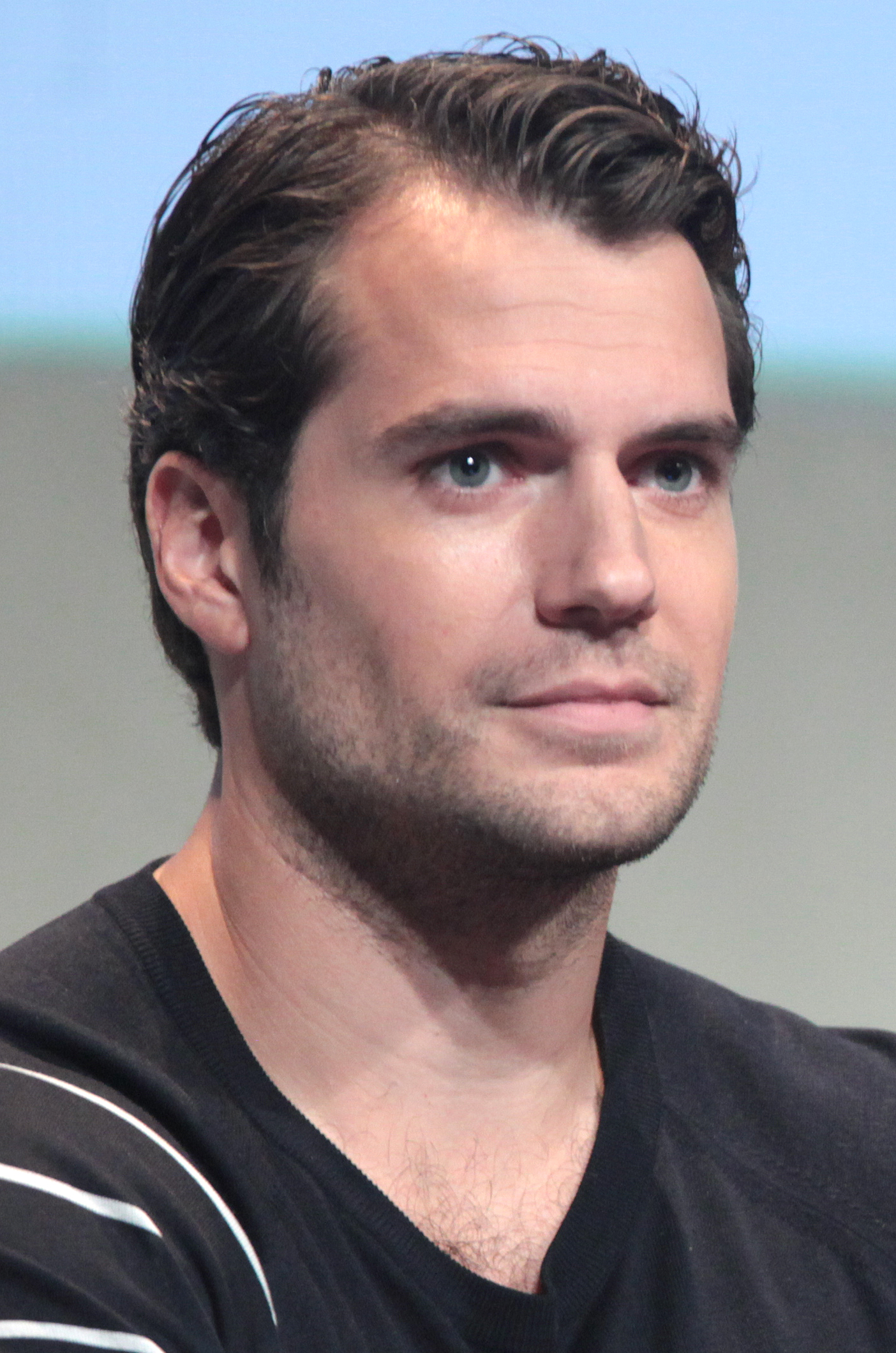
Henry Cavill interprète Clark Kent / Superman.
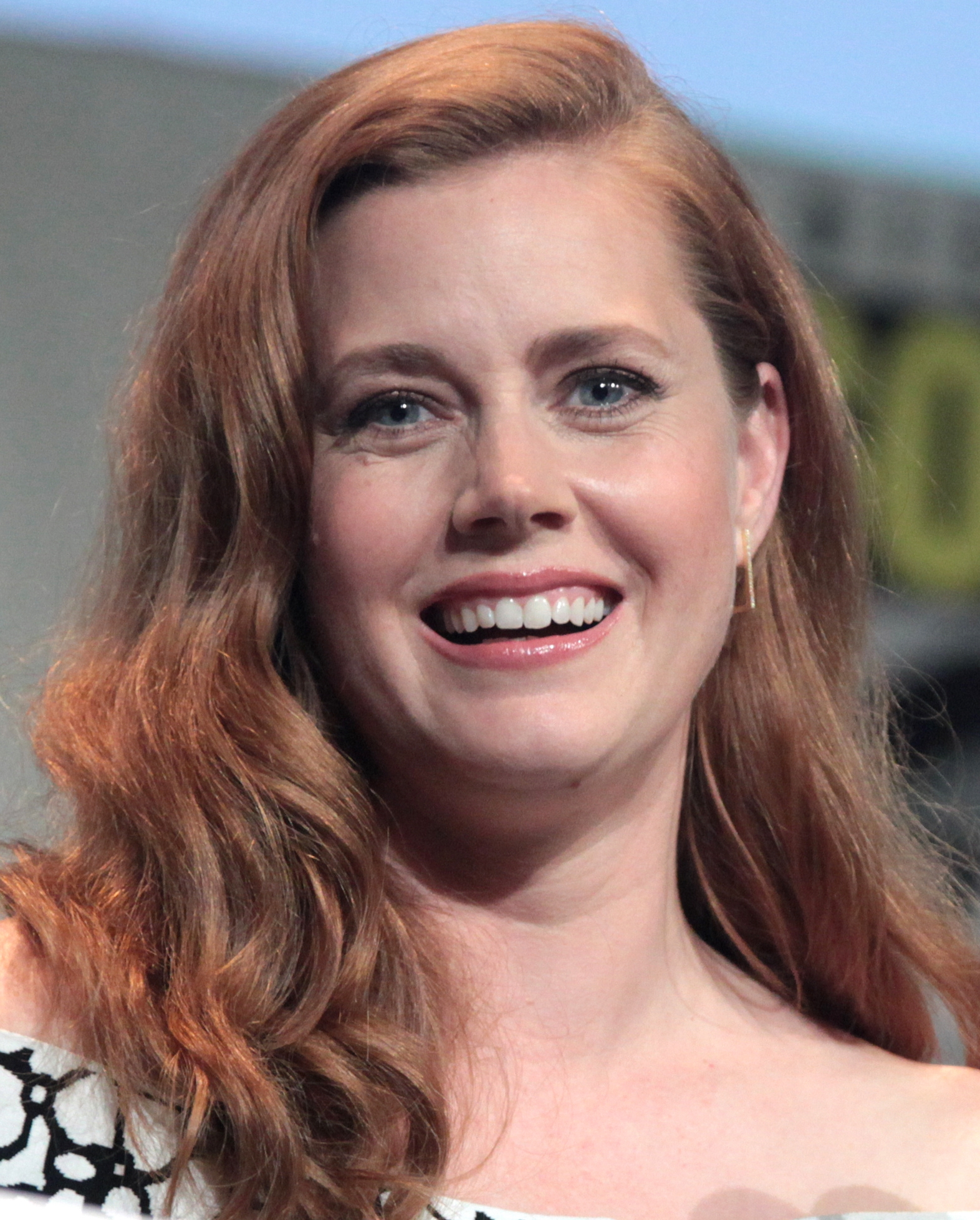
Amy Adams interprète Lois Lane.
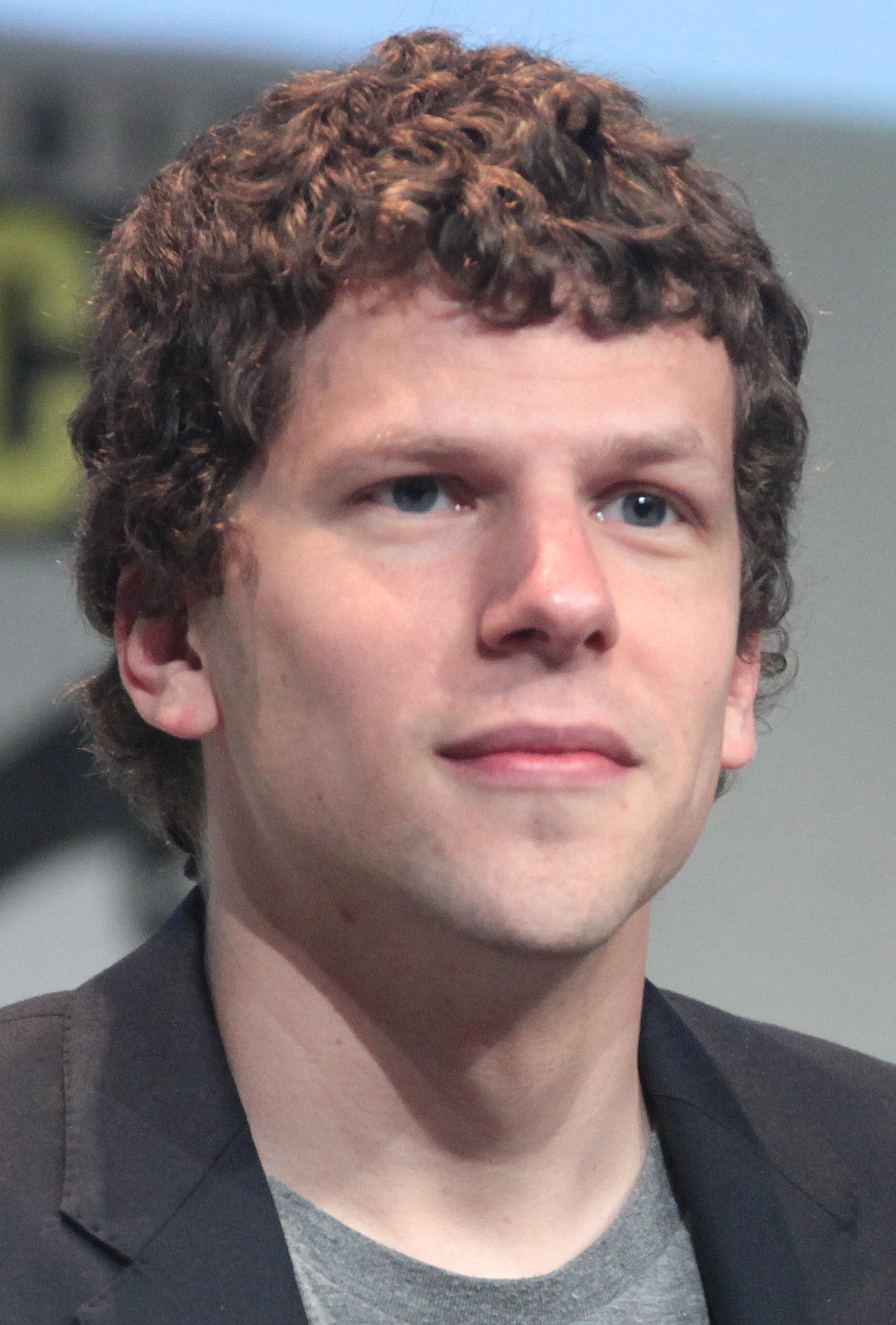
Jesse Eisenberg interprète Lex Luthor.
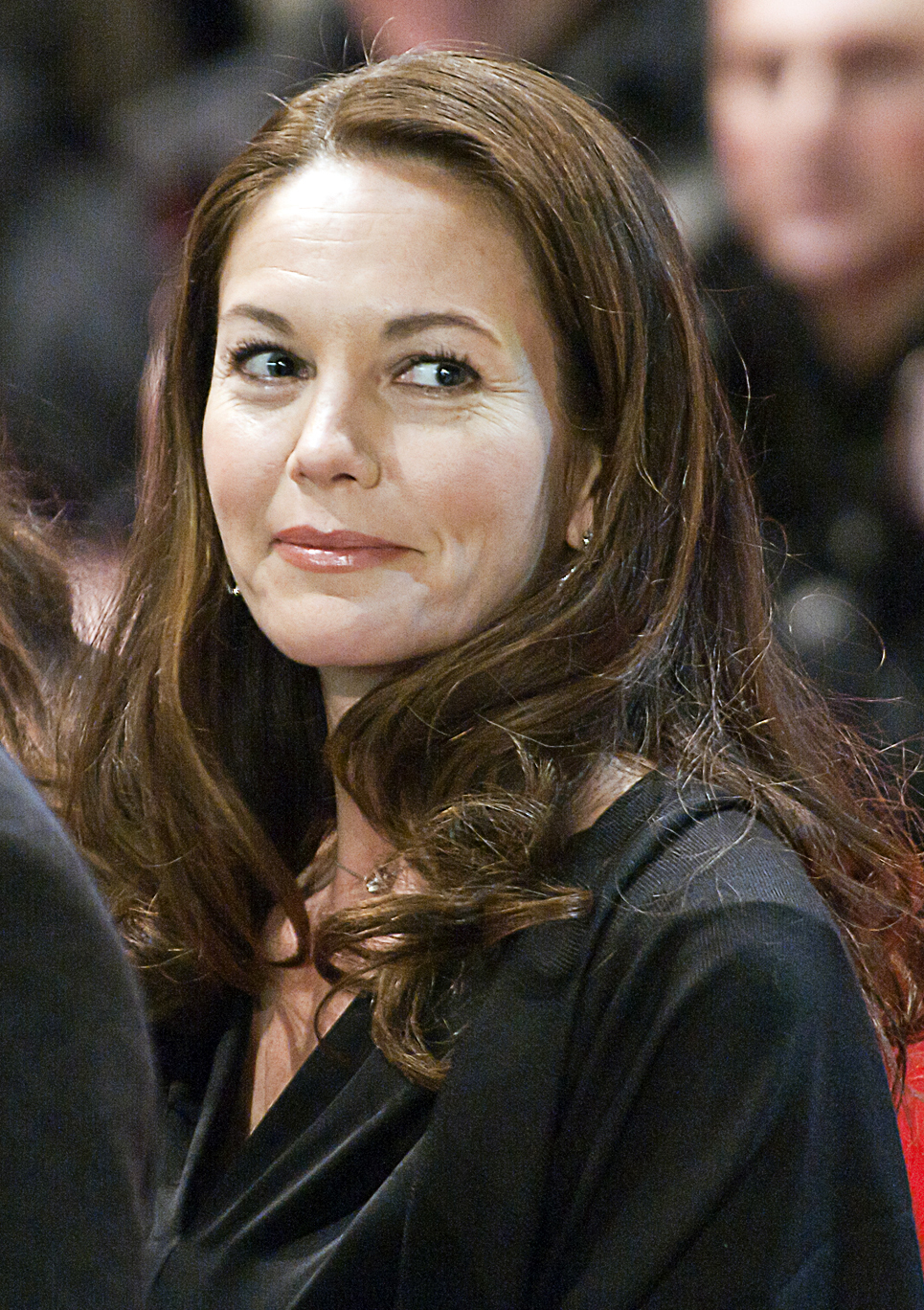
Diane Lane interprète Martha Kent.
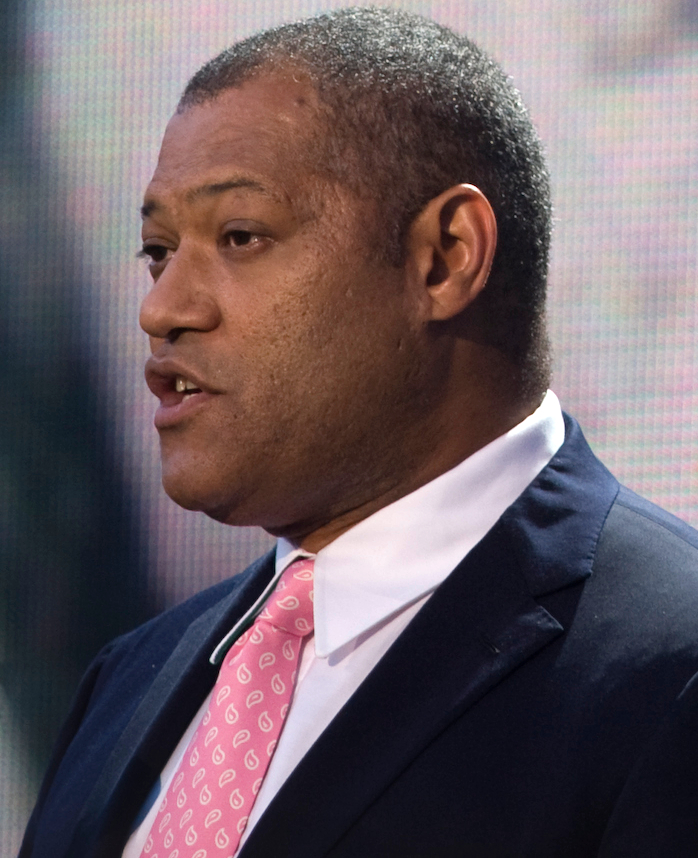
Laurence Fishburne interprète Perry White.
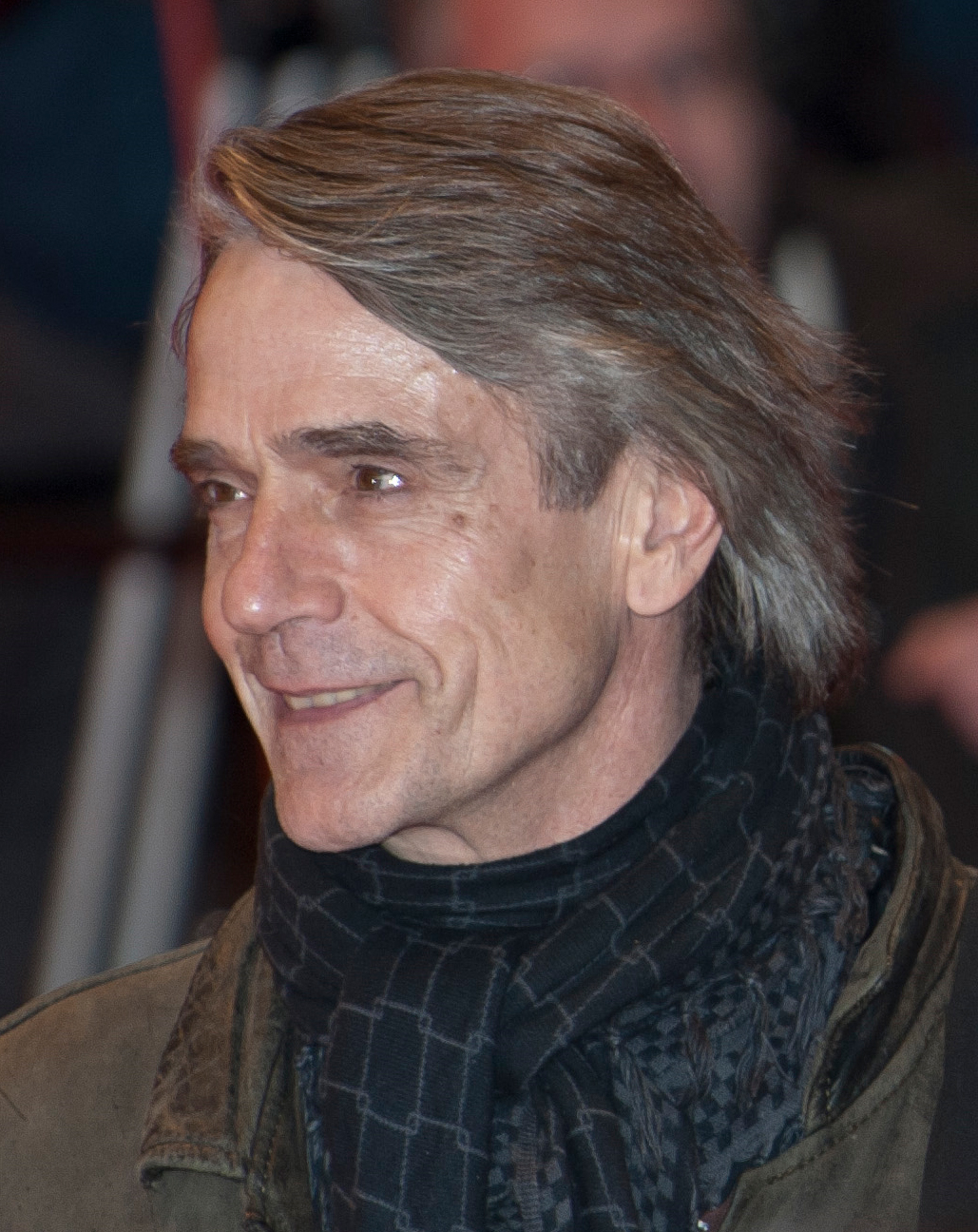
Jeremy Irons interprète Alfred Pennyworth.
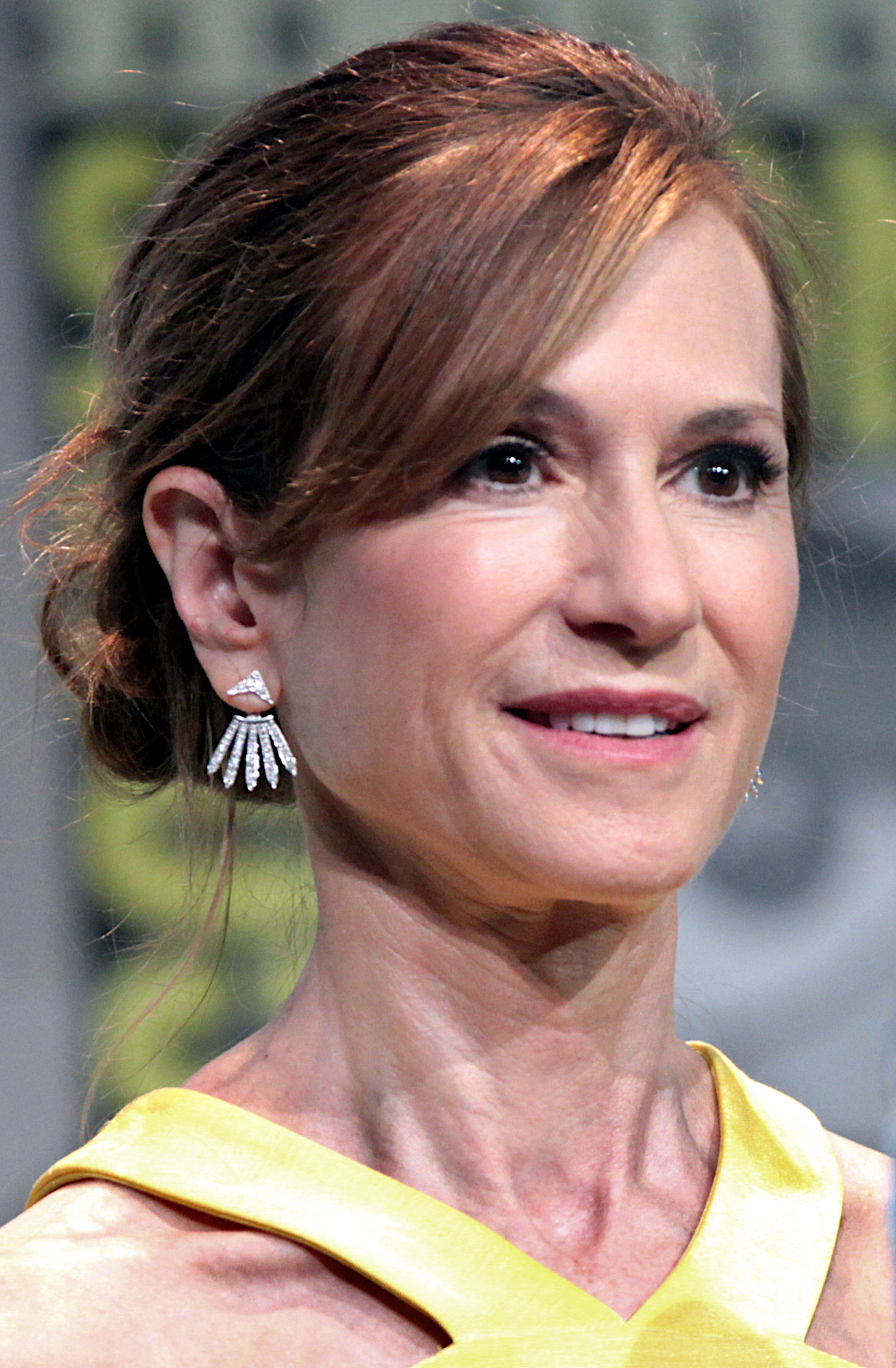
Holly Hunter interprète la sénatrice Finch.
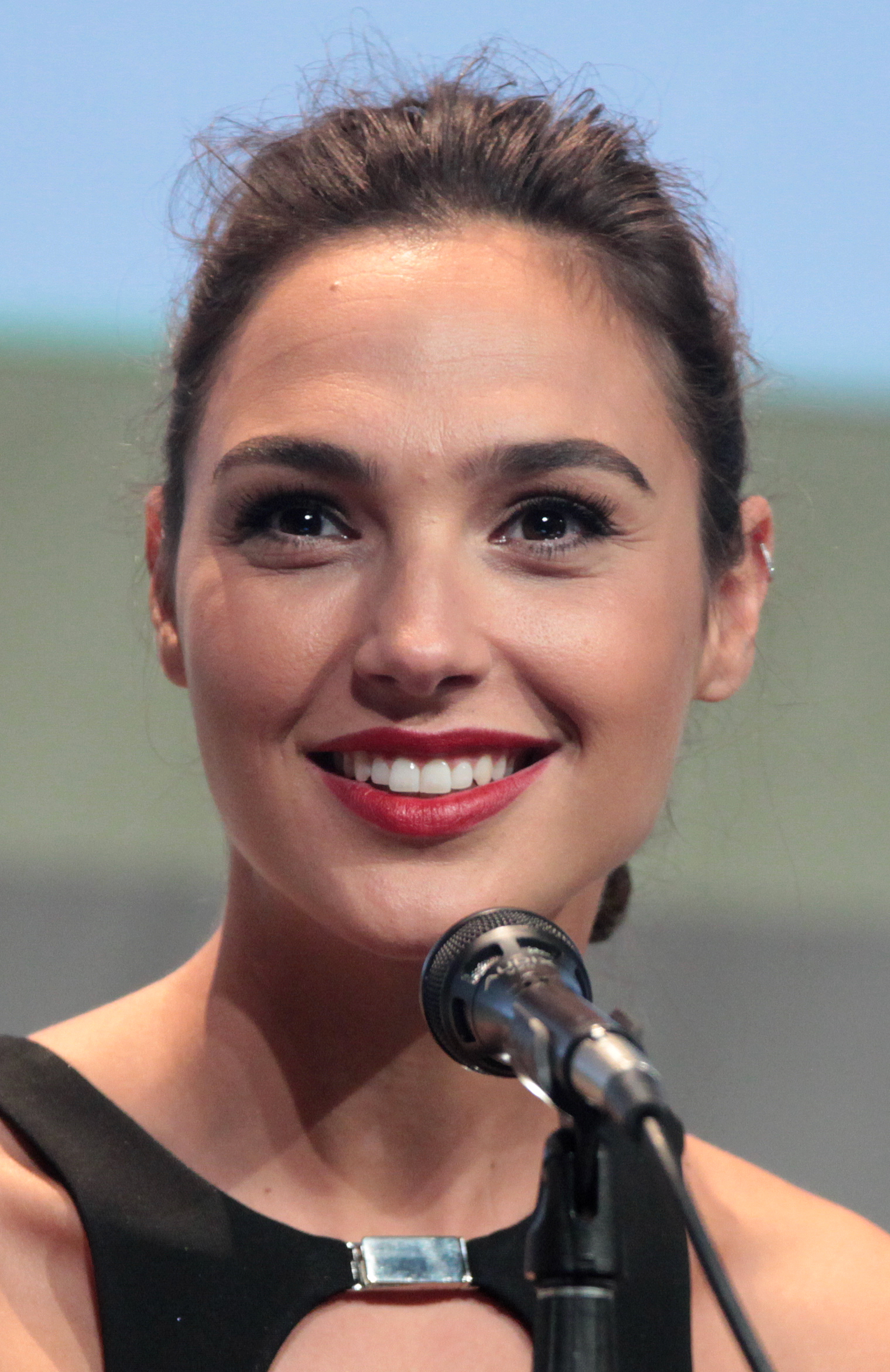
Gal Gadot interprète Diana Prince / Wonder Woman.

## Production

### Développement
L'idée d'un film réunissant Batman et Superman au grand écran ne date pas des années 2010. En effet, début 2001, le cinéaste Wolfgang Petersen devait réaliser ce film. Le script était écrit par Andrew Kevin Walker, mais le film est mis à l'écart dès l'annonce des reboots Batman Begins (qui a été un grand succès) et Superman Returns (qui a été considéré comme un échec commercial par les studios qui n'ont pas donné suite).
Peu avant la sortie de Man of Steel en 2013, Henry Cavill, interviewé par un journaliste, avoue qu'il aimerait voir Batman combattre Superman le temps d'une scène. Toujours avant la sortie du film, Warner Bros. annonce déjà une suite, toujours réalisée par Zack Snyder. Un projet fut au départ présenté comme Man of Steel 2 avec une sortie prévue dès 2014.
La présence de Batman dans cette suite est annoncée officiellement lors du Comic-Con de San Diego en juillet 2013 par Zack Snyder qui a introduit Harry Lennix récitant un célèbre passage de la bande-dessinée Batman: Dark Knight, dite par Batman devant les fans. Le titre officiel du film, Batman v Superman: Dawn of Justice, est annoncé en mai 2014.
Snyder déclare qu'il s'inspire des comics Watchmen et The Dark Knight Returns qui présentent l'ambiguité morale des super-héros.
Début février 2016, les premiers extraits de la bande originale signée Hans Zimmer et Junkie XL sont mis en ligne.
Le 28 avril 2016, selon le site américain Screencrush, la version longue non censurée, prévue en Blu-ray et en DVD, pourrait prochainement sortir dans les salles avant d'arriver dans les bacs.

### Attribution des rôles

#### Bruce Wayne / Batman

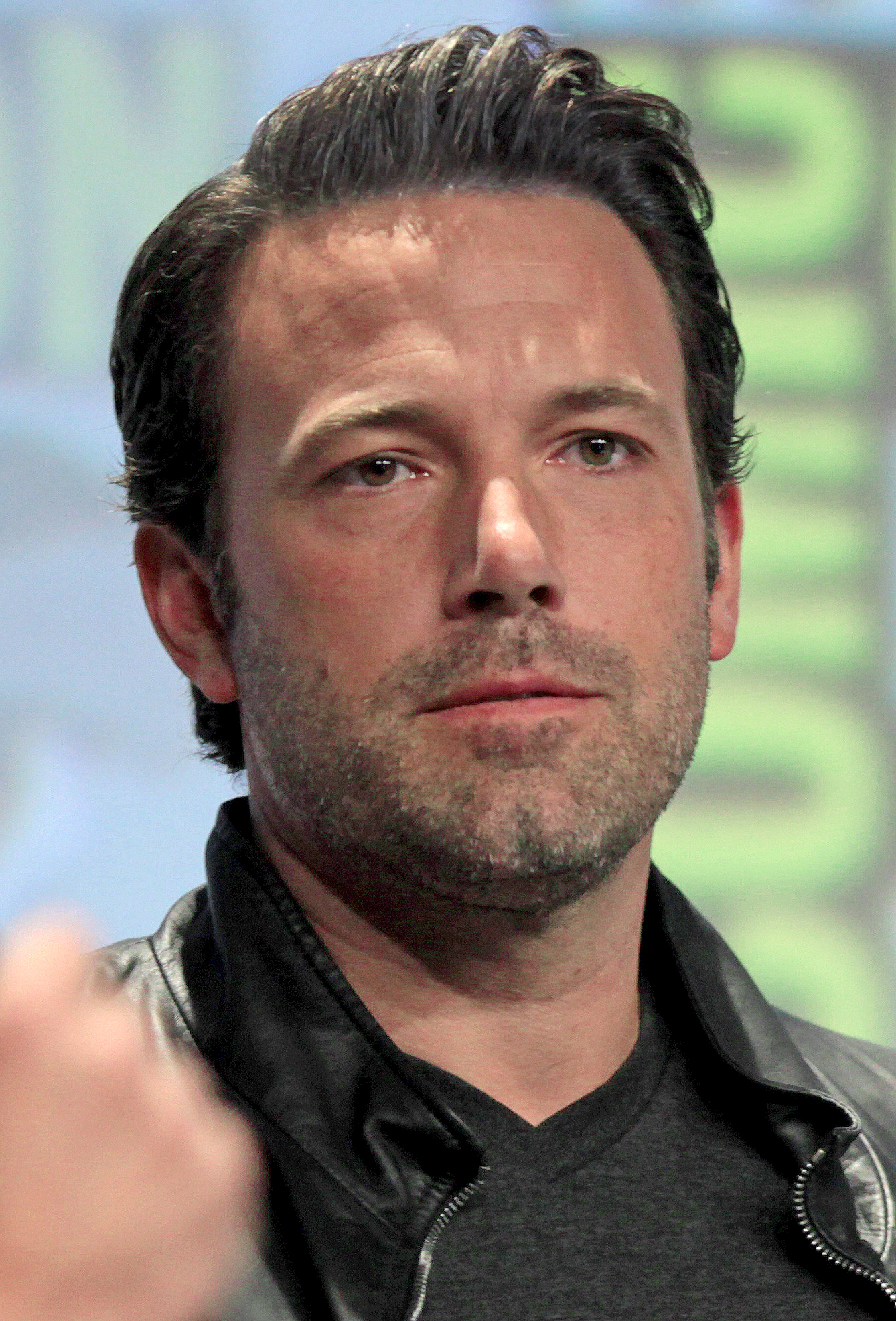
Ben Affleck, lors de sa présentation au Comic-Con 2014.

Dès l'annonce du film, tous les médias voulaient savoir qui jouerait le chevalier noir. Josh Brolin, Ryan Gosling ou encore Richard Armitage ont été approchés pour jouer le justicier. Mais c'est finalement Ben Affleck qui est officialisé fin août 2013.
Critiques
Dès l'annonce de l'interprétation de Batman par Ben Affleck, de nombreux fans critiquent ce choix. Pour beaucoup de fans, Affleck est loin d'être l'acteur idéal pour jouer ce personnage emblématique, en particulier à cause de son interprétation dans Daredevil, jugée mauvaise par beaucoup.
Charles Roven, producteur du film, s'est expliqué sur ce choix en octobre 2014, argumentant qu'il recherchait quelqu'un ayant un passé difficile, mais également un acteur qui serait plus grand que Henry Cavill (Affleck mesure 1,93 m, soit 6 cm de plus que Cavill), de façon à forcer Superman à lever les yeux pour regarder Batman, bien que ce prétexte semble peu vraisemblable, car pouvant aisément être compensé par divers effets spéciaux et techniques de caméra (preuve étant que Peter Jackson et Bryan Singer s'étaient déjà prêtés à l'exercice pour les films Le Seigneur des Anneaux et X-Men).
Matt Damon, Kevin Smith ou encore George Clooney soutiennent l'acteur ; ce dernier affirme qu'il « ne fera pas pire que moi », après avoir joué ce personnage dans Batman et Robin (1997). Le réalisateur Zack Snyder explique qu'il a voulu engager un acteur plus âgé que Christian Bale ou Val Kilmer pour « créer une dynamique intéressante et encore jamais vue au cinéma entre Batman et Superman ».

« J'ai trouvé le scénario de Chris Terrio génial et Zack Snyder est un bon réalisateur, très visuel, et c'était globalement un projet intéressant. Je n'aurais pas accepté la proposition si j'avais pensé que j'étais incapable d'incarner ce personnage. […] Donc je me suis lancé, en me doutant qu'il y aurait toutes sortes de réactions, car tout le monde se fait une idée précise de ce héros. Disons que ça fait partie du jeu. »

— Ben Affleck, interview de Entertainment Weekly (2014)

#### Wonder Woman

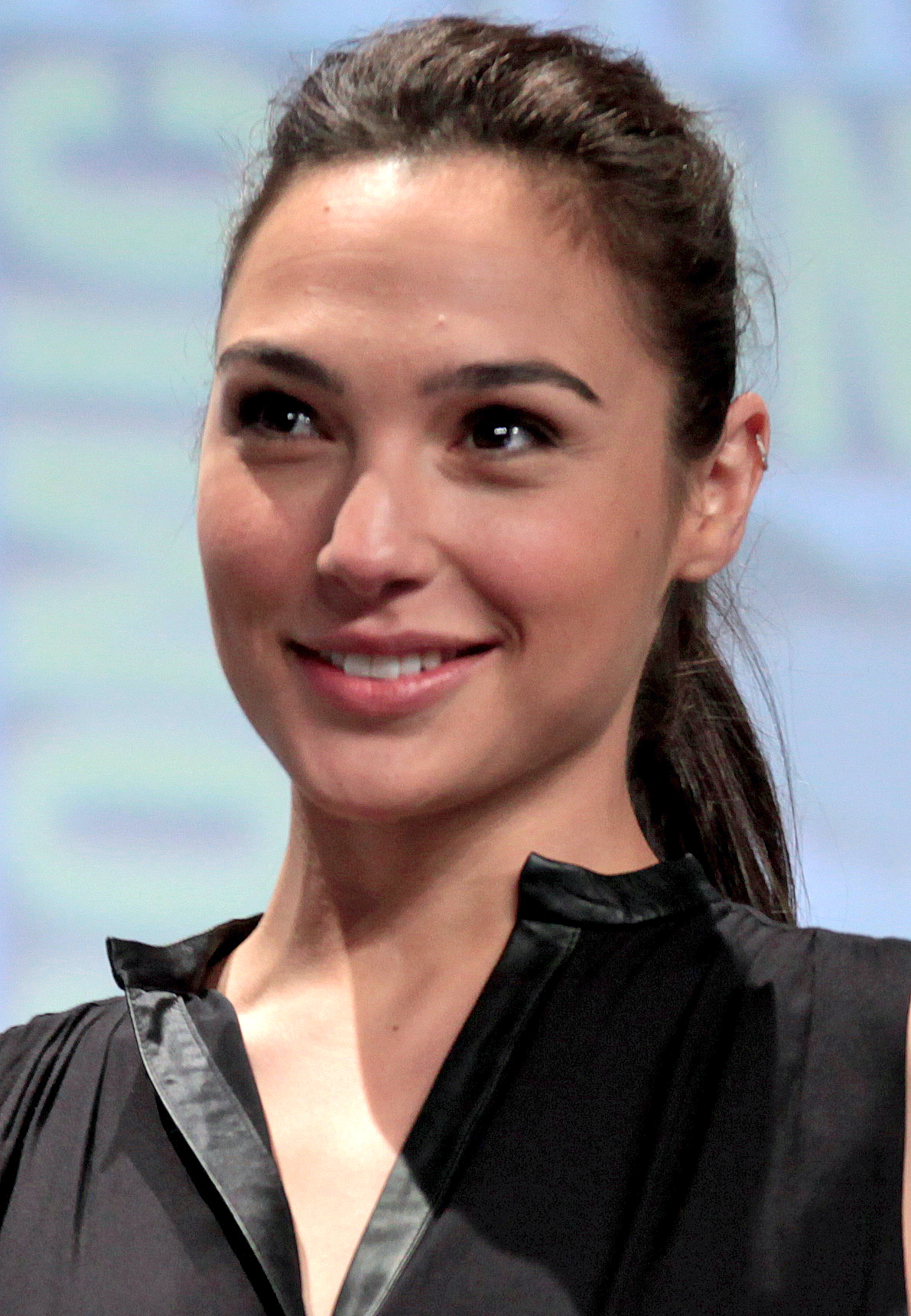
Gal Gadot, lors de sa présentation au Comic-Con 2014.

En novembre 2013, le personnage de Wonder Woman est confirmé après de longues rumeurs dans un communiqué de Warner Bros disant qu'ils recherchent une actrice brune, athlétique et à l'air exotique. Olga Kurylenko et Élodie Yung auditionnent pour le rôle. En décembre 2013, c'est Gal Gadot qui est annoncée pour jouer la princesse amazone pour la première fois au cinéma.
Tout comme Ben Affleck, ce choix est critiqué par certains fans en raison du physique trop chétif de l'actrice israélienne.

#### Lex Luthor et Alfred Pennyworth
Beaucoup d'acteurs comme Bryan Cranston, Joaquin Phoenix, Adam Driver ou encore Terry O'Quinn et Mark Strong, ainsi que de nombreux autres acteurs étaient pressentis pour jouer le grand méchant Lex Luthor avant que Jesse Eisenberg ne soit confirmé en février 2014, en même temps que Jeremy Irons dans le rôle du majordome de Bruce Wayne, Alfred Pennyworth.

### Costume
Dans le magazine de cinéma Total Film d'octobre 2015, on apprend que l'exosquelette de Batman est un effet numérique créée en post-production. L'acteur Ben Affleck a tourné les scènes en « pyjama ». Comme l'a révélé l'interprète du Dark Knight, « c’est un peu humiliant à porter (...) mais c’est plus facile pour les gars des effets spéciaux ».

### Tournage
Le tournage débute le 19 octobre 2013 sur le campus de l'université d'East Los Angeles pour filmer une scène de match de football américain entre Gotham City et Metropolis, avant d'entrer dans une phase de préproduction et développement du film, comptant une réécriture du scénario par Chris Terrio ou la complétion du casting.
Le tournage reprend le 14 mai 2014 à Détroit et à Washington en août.
En août 2014, l'acteur Ben Affleck interprétant Batman se blesse l'articulation du bras gauche lors d'une scène. La production décide de le remplacer brièvement par une doublure.

### Montage
À l'origine, le réalisateur Zack Snyder et le monteur David Brenner souhaitaient que la version Ultimate Edition qui dispose de 3 H de film soit diffusée en salles en mars 2016. Cependant, les exécutifs de Warner Bros. préférèrent miser sur le montage de 2 H 30 qui devint la version cinéma pour multiplier les séances par jour et avoir de meilleurs revenus. L'objectif étant pour les producteurs d'obtenir le milliard de dollars au box-office,,,.
Le scénariste du film, Chris Terio, affirmera plus tard que la version cinéma étant amputée de 30 minutes nécessaires à l'intrigue, était comparable « à un château de cartes incapable de tenir debout dès lors que certains éléments sont arrachés à l'ensemble ».

## Musique
Bandes originales de l'univers cinématographique DC
Man of Steel
(2013) Suicide Squad
(2016)
La musique du film est composée par Hans Zimmer et Junkie XL.
| Liste des titres (édition standard) | Liste des titres (édition standard)   | Liste des titres (édition standard) | Liste des titres (édition standard) | Liste des titres (édition standard) | Liste des titres (édition standard) | Liste des titres (édition standard) | Liste des titres (édition standard) | Liste des titres (édition standard) | Liste des titres (édition standard) |
| No                                  | Titre                                 | Durée                               |                                     |                                     |                                     |                                     |                                     |                                     |                                     |
| ----------------------------------- | ------------------------------------- | ----------------------------------- | ----------------------------------- | ----------------------------------- | ----------------------------------- | ----------------------------------- | ----------------------------------- | ----------------------------------- | ----------------------------------- |
| 1.                                  | Beautiful Lie                         | 3:47                                |                                     |                                     |                                     |                                     |                                     |                                     |                                     |
| 2.                                  | Their War Here                        | 4:34                                |                                     |                                     |                                     |                                     |                                     |                                     |                                     |
| 3.                                  | The Red Capes Are Coming              | 3:32                                |                                     |                                     |                                     |                                     |                                     |                                     |                                     |
| 4.                                  | Day of the Dead                       | 4:01                                |                                     |                                     |                                     |                                     |                                     |                                     |                                     |
| 5.                                  | Must There Be a Superman?             | 3:58                                |                                     |                                     |                                     |                                     |                                     |                                     |                                     |
| 6.                                  | New Rules                             | 4:02                                |                                     |                                     |                                     |                                     |                                     |                                     |                                     |
| 7.                                  | Do You Bleed?                         | 4:36                                |                                     |                                     |                                     |                                     |                                     |                                     |                                     |
| 8.                                  | Problems Up Here                      | 4:25                                |                                     |                                     |                                     |                                     |                                     |                                     |                                     |
| 9.                                  | Black and Blue                        | 8:30                                |                                     |                                     |                                     |                                     |                                     |                                     |                                     |
| 10.                                 | Tuesday                               | 4:00                                |                                     |                                     |                                     |                                     |                                     |                                     |                                     |
| 11.                                 | Is She with You?                      | 5:46                                |                                     |                                     |                                     |                                     |                                     |                                     |                                     |
| 12.                                 | This Is My World                      | 6:23                                |                                     |                                     |                                     |                                     |                                     |                                     |                                     |
| 13.                                 | Men Are Still Good (The Batman Suite) | 14:03                               |                                     |                                     |                                     |                                     |                                     |                                     |                                     |
| 71:37                               |                                       |                                     |                                     |                                     |                                     |                                     |                                     |                                     |                                     |

| 1.  | Beautiful Lie                         | 3:47  |
| 2.  | Their War Here                        | 4:34  |
| 3.  | The Red Capes Are Coming              | 3:32  |
| 4.  | Day of the Dead                       | 4:01  |
| 5.  | Must There Be a Superman?             | 3:58  |
| 6.  | New Rules                             | 4:02  |
| 7.  | Do You Bleed?                         | 4:36  |
| 8.  | Problems Up Here                      | 4:25  |
| 9.  | Black and Blue                        | 8:30  |
| 10. | Tuesday                               | 4:00  |
| 11. | Is She With You?                      | 5:46  |
| 12. | This Is My World                      | 6:23  |
| 13. | Men Are Still Good (The Batman Suite) | 14:03 |

| Liste des titres (CD2 - édition deluxe) | Liste des titres (CD2 - édition deluxe) | Liste des titres (CD2 - édition deluxe) | Liste des titres (CD2 - édition deluxe) | Liste des titres (CD2 - édition deluxe) | Liste des titres (CD2 - édition deluxe) | Liste des titres (CD2 - édition deluxe) | Liste des titres (CD2 - édition deluxe) | Liste des titres (CD2 - édition deluxe) | Liste des titres (CD2 - édition deluxe) |
| No                                      | Titre                                   | Durée                                   |                                         |                                         |                                         |                                         |                                         |                                         |                                         |
| --------------------------------------- | --------------------------------------- | --------------------------------------- | --------------------------------------- | --------------------------------------- | --------------------------------------- | --------------------------------------- | --------------------------------------- | --------------------------------------- | --------------------------------------- |
| 1.                                      | Blood of My Blood                       | 4:25                                    |                                         |                                         |                                         |                                         |                                         |                                         |                                         |
| 2.                                      | Vigilante                               | 3:53                                    |                                         |                                         |                                         |                                         |                                         |                                         |                                         |
| 3.                                      | May I Help You, Mr. Wayne?              | 3:27                                    |                                         |                                         |                                         |                                         |                                         |                                         |                                         |
| 4.                                      | They Were Hunters                       | 2:45                                    |                                         |                                         |                                         |                                         |                                         |                                         |                                         |
| 5.                                      | Fight Night                             | 4:20                                    |                                         |                                         |                                         |                                         |                                         |                                         |                                         |
| 90:27                                   |                                         |                                         |                                         |                                         |                                         |                                         |                                         |                                         |                                         |

## Accueil

### Promotion
La Batmobile du film ainsi que trois drapeaux avec le logo de Batman, Superman et Wonder Woman sont disponibles en tant que contenu additionnel payant dans le jeu Rocket League[réf. nécessaire].

### Accueil critique
Aux États-Unis, le film reçoit un accueil très mitigé pour ne pas dire négatif de la presse, avec 28 % de commentaires favorables sur le site Rotten Tomatoes, pour 327 commentaires et une moyenne de 5⁄10, tandis qu'il obtient un score de 44⁄100 sur le site Metacritic, pour 51 critiques. Si le The Wall Street Journal et Business Insider émettent des critiques négatives en qualifiant le film de mauvais, d'autres comme le magazine Forbes déclare que c'est « visuellement superbe, avec une puissante narration émotionnelle et un spectacle d’action grandiose », tandis que l'Illinois Times en relève que c’est « une adaptation sombre, lugubre mais surtout intelligente des personnages originaux de la culture pop mythologie du XXe siècle, un film qui rend à la fois hommage aux origines de ces personnages tout en offrant des incarnations modernes de ces derniers et qui deviennent le miroir de l'époque actuelle ».
Les journaux Variety ou encore Newsweek sont, quant à eux, mitigés,,. MSNBC et le Washington Post dénoncent l'ambiguité du film et son message politique qui serait une apologie du fascisme,.
En France, il obtient également un accueil mitigé de la presse, avec une moyenne de 2,6/5 sur le site Allociné, pour 25 critiques.
Globalement, le film est un échec pour la critique. Batman v Superman reçoit également un accueil partagé de la part des spectateurs américains (mais moins que la presse professionnelle) avec 6,4/10 sur IMDb. En France, le film divise également les spectateurs avec une note de 3,3/5 sur Allociné.
Le motif qui fait cesser l'affrontement entre Batman et Superman, connu sous le nom de « Martha Scene », fut raillée sur internet et par de nombreuses critiques,,,. A posteriori, Deadpool 2 tourna en dérision la scène et une scène analogue de Transformers: The Last Knight fut comparée à cette situation,,.
Par ailleurs, le film obtient de nombreuses nominations parodiques « récompensant » le pire du cinéma. Il est d'ailleurs, avec Zoolander 2, le film ayant le plus de nominations dans les catégories des Razzie Awards.

### Box-office
| Pays ou région        | Box-office        | Date d'arrêt du box-office | Nombre de semaines |
| --------------------- | ----------------- | -------------------------- | ------------------ |
| États-Unis Canada     | 330 360 194 $     | 16 juin 2016               | 12                 |
| France                | 2 500 796 entrées | 24 mai 2016                | 9                  |
| Chine                 | 95 769 365 $      | 24 avril 2016              | 5                  |
| Total hors États-Unis | 543 277 334 $     | 16 juin 2016               | 12                 |
| Total mondial         | 873 637 528 $     | 16 juin 2016               | 12                 |

#### États-Unis
Lors de son week-end d'ouverture aux États-Unis, le film récolte 27,7 millions de dollars, ce qui en fait le meilleur démarrage de l'année 2016 (détrônant ainsi Deadpool) et devient par la même occasion, le meilleur démarrage lors d'un week-end de Pâques (battant le record de Fast and Furious 7), le deuxième meilleur démarrage pour un film de super-héros (derrière The Dark Knight Rises) et le septième meilleur démarrage de tous les temps pour une 1re journée d'exploitation, avec 3,6 millions de dollars de recettes pour de projections IMAX, ce qui est également un nouveau record pour le week-end de Pâques,. Le film enregistre ensuite des baisses de fréquentation record. Le film réalise ensuite le cinquième meilleur jour d'ouverture de tous les temps, et le deuxième pour un film de super-héros (derrière Avengers: l'Ère d'Ultron) avec 81,6 millions de dollars. Il va ensuite réaliser le septième meilleur week-end d'ouverture, et le quatrième pour un film de super-héros après Avengers, Avengers: L’Ère d'Ultron et Iron Man 3 avec 166,007 millions de dollars.
Le film finit son exploitation avec 330,3 millions de dollars de recettes, dont 63 % provient de la semaine de sa sortie. À titre de comparaison, il réalise des recettes supérieures à celles de Man of Steel (291 millions de dollars en 2013), mais moindres que celles de son concurrent principal de Marvel, Captain America: Civil War, qui a rapporté 400 millions de dollars sur le territoire américain en moins de temps. Deadpool, autre film produit par Marvel, a engrangé 363 millions en dix-huit semaines.

#### International
Le film fait un excellent démarrage lors de sa sortie en salles, en s’érigeant à la première place dans plus de dix pays, amassant au total plus de 7 millions de dollars de recettes en l'espace d'une seule journée sur 5 900 écrans, ce qui est un record pour un film de superhéros,.
Au Mexique, il devient le meilleur démarrage pour un film de la Warner Bros. et le deuxième meilleur démarrage de tous les temps avec 5,8 millions de dollars, battant ainsi tous les records pour des séances de minuit. Il devient également le meilleur démarrage au Brésil (avec plus de 3,5 millions de dollars) et le meilleur démarrage pour un film de super-héros en 2016 en Allemagne (avec 2,8 millions de dollars). Ailleurs, il atteint les 2,5 millions de dollars de recettes en Australie, 1,9 million de dollars en Russie, 1,7 million de dollars en Corée du Sud et 1,1 million de dollars de recettes pour les Émirats arabes unis et Hong Kong.
Au total, lors du weekend de Pâques, il récolte plus de 420,007 millions de dollars de recettes mondiales, ce qui en fait le meilleur démarrage de l’histoire de la Warner Bros. et de DC Comics et le quatrième meilleur démarrage de tous les temps,,,,,.
Au 5 juin 2016, Batman v Superman a rapporté 542,3 millions de recettes à l'international pour un total de 872,7 millions de dollars dans le monde, plus que Man of Steel (662 millions de dollars de recettes mondiales dont 291 à l'international). Bien que le film ait réussi à atteindre son objectif en engrangeant les 800 millions de dollars de recettes pour récupérer son investissement selon les analystes financiers,,, Batman v Superman est considéré comme une déception au box-office. Malgré ce score, il n'a pas atteint le milliard de dollars de recettes comme certains films récents du concurrent Marvel (Avengers, Iron Man 3, Avengers : L'Ère d'Ultron, Captain America: Civil War) ou comme le précédent Batman de Christopher Nolan, The Dark Knight Rises,.

## VersionUltimate Edition
La version Ultimate Edition (version longue qui contient 30 minutes supplémentaires), sortie en Blu-ray en même temps que la version cinéma reçoit de meilleures critiques. C'était le montage original d'une durée de 3 H prévu par Zack Snyder pour sortir au cinéma avant le véto imposé par les producteurs du studio Warner Bros.
Ecran Large donne des retours positifs pour cette nouvelle version : « Non seulement les enjeux du film deviennent beaucoup plus clairs pour les non-initiés, mais les décisions de tous les protagonistes paraissent désormais infiniment plus logiques. »
Mark Hughes de Forbes apprécie que les scènes rajoutées permettent de mieux comprendre l'intrigue et donnent du temps aux personnages d'enquêter. Selon Jack Shepherd de The Independent, cette version éclaircit certains points obscurs du plan du personnage de Lex Luthor, sans pour autant pallier les faiblesses du scénario. Thomas Suinot, du magazine spécialisé Ciné Saga loue dans le numéro spécial super-héros d'avril 2017 un nouveau film « plus fluide, moins compliqué, tout simplement plus réussi ».
Les apports de la version Ultimate Edition sont les suivants, :
- Un plan étendu du meurtre de Martha Wayne pendant le générique d'introduction ;
- Des plans supplémentaires où Bruce Wayne rencontrent un groupe d'enfants après l'effondrement de la Tour Wayne ;
- Une introduction alternative en Afrique avec une rencontre de Jimmy Olsen et Lois Lane ;
- Des dialogues supplémentaires entre le général Amajagh et Lois Lane ;
- Des scènes inédites avec l'implication de plusieurs membres de la CIA dans le sauvetage de Lois Lane ;
- Plus de violence explicite dans la fusillade entre les mercenaires d'Anatoly Knyazev et les rebelles ;
- Plans supplémentaires de Superman qui détruit le drone de la CIA ;
- Une réplique alternative de Kahina Ziri devant la commission sénatoriale du Capitole qui enquêtent sur les agissements de Superman ;
- Une scène supplémentaire où deux officiers de police regardent un match de football américain dans une voiture de patrouille ;
- Une scène alternative de la version cinéma où Clark Kent regarde l'interview de Kahina Ziri ;
- Des dialogues supplémentaires de Lex Luthor devant les sénateurs américains ;
- Des scènes supplémentaires où Clark Kent se rend à la copropriété de Kahina Ziri située à Gotham afin de s'entretenir avec elle ;
- Des dialogues supplémentaires entre Lois Lane et Clark Kent à propos de l'enquête sur l'opération d'Afrique ;
- Des dialogues supplémentaires où Perry White donne à Clark Kent son invitation pour le gala de bienfaisance tenu à Gotham ;
- Des dialogues supplémentaires où Lex Luthor propose un verre de Whisky à la sénatrice Finch ;
- Une ligne de dialogues supplémentaires où Wallace Keefe se montre insultant envers Lex Luthor ;
- Une scène additionnelle où Clark Kent téléphone à Martha Kent pour parler de son père adoptif : Jonathan Kent ;
- Une scène supplémentaire où Lois Lane poursuit son enquête en faisant analyser une balle à l'experte en balistique Jenet Klyburn ;
- Une scène supplémentaire où Clark Kent se renseigne sur les nombreux actes de violences de Batman en lisant des articles de presse sur Internet ;
- Une scène additionnelle où le prisonnier Cesar Santos supplie de ne pas être incarcéré avec les autres détenus, sous peine d'être assassiné en prison ;
- Un dialogue supplémentaire entre Wallace Keefe et la sénatrice Finch ;
- Une scène supplémentaire où Anatoly Knyazev organise le meurtre de Cesar Santos dans le milieu carcéral ;
- Une scène supplémentaire où un serveur regarde un reportage de Jon Stewart au sujet de Superman ;
- Des plans additionnels de Batman pendant le rêve apocalyptique de Bruce Wayne ;
- Des plans supplémentaires montrant plus de violence explicite pour les exécutions des rebelles par les soldats de Superman ;
- Plus de violence pendant la confrontation dans le désert entre Batman et les soldats de Superman ;
- Une scène supplémentaire où Clark Kent se rend au commissariat de Metropolis pour enquêter sur le meurtre de Cesar Santos, le détenu torturé par Batman, il croise la nourrice du fils du détenu ;
- Des plans supplémentaires où Lex Luthor et Mercy Graves contemplent la cargaison d'Anatoly Knyazev ;
- Des scènes supplémentaires autour de Kahina Ziri qui rentre à son domicile en transport en commun et croise la route d'Anatoly Knyazev. Terrorisée, elle prend la fuite et trouve refuge dans le bureau de la sénatrice Finch. Elle lui avoue que son témoignage est volontairement erroné.
- Une scène supplémentaire où Lois Lane fait pression sur Perry White à travers un appel téléphonique pour publier un article qui révèle le complot de Lex Luthor envers la commission sénatoriale et Superman ;
- Des plans supplémentaires où Lois Lane croise la route de Kahina Ziri dans les tunnels du métro ;
- Des dialogues supplémentaires entre la sénatrice Finch et son conseiller autour du faux témoignage de Kahina Ziri sur Superman et des actes d'intimidations et de manipulations de Lex Luthor ;
- Une scène inédite où Kahina Ziri est violement jetée sous les rails d'un métro par Anatoly Knyazev en conséquence d'avoir révélé son faux témoignage à la sénatrice Finch ;
- Une scène supplémentaire qui se déroule directement après l'attentat du Capitole où Superman porte secours à une femme et la remet aux membres du service d'aide médicale urgente. Horrifié, il s'aperçoit du nombre de victimes causé par l'attentat et s'enfuit sous les yeux de Lois Lane ;
- Une scène additionnelle où Alfred Pennyworth cherche Bruce Wayne dans sa villa au bord du lac et se retrouve face aux reportages télévisés sur l'attentat du Capitole. Il devine alors où Bruce Wayne pourrait se trouver ;
- Des plans supplémentaires où Lex Luthor découvre que Batman a pris d'assaut les laboratoires LexCorp en consultant les caméras de surveillance ;
- Une scène supplémentaire où Bruce Wayne fait de la musculation dans la Batcave ;
- Une scène additionnelle montrant un reportage télévisé où la population mondiale blâme Superman pour l'attentat du Capitole ;
- Une scène supplémentaire où Clark Kent s'exile hors de Metropolis et part dans les montagnes enneigés. Il croise des habitants qui lui déconseille d'escalader les montagnes ;
- Des scènes supplémentaires où Lois Lane regarde un reportage télévisé sur l'attentat du Capitole. Ce dernier incrimine Wallace Keefe dont le fauteuil roulant était piégé. Lois Lane part donc enquêter en fouillant l'appartement de Keefe et réalise qu'il n'avait aucune intention de mourir en s'apercevant que son frigidaire était rempli de victuailles récemment achetées ;
- Une scène supplémentaire où Lois Lane reçoit l'appel de Jenet Klyburn qui lui affirme que le fauteuil roulant de Wallace Keefe ainsi que la balle retrouvée dans l'opération d'Afrique avaient tous deux été construits par l'entreprise LexCorp appartenant à Lex Luthor ;
- Un dialogue supplémentaire d'Alfred Pennyworth ;
- Des plans supplémentaires où Batman révéle le Bat-signal sur les toits de Gotham afin d'attirer Superman ;
- Une scène supplémentaire où Lois Lane est enlevée par les hommes de mains d'Anatoly Knyazev ;
- Des plans supplémentaires montrant la détention de Martha Kent par Anatoly Knyazev ;
- Des plans supplémentaires où Diana Prince regarde un reportage télévisé et consulte son ordinateur ;
- Plus de violence dans le combat qui oppose Batman et Superman ;
- Des dialogues supplémentaires entre Batman et Alfred Pennyworth à travers les communications de la Batwing ;
- Plus de violence pendant le combat entre Batman et les mercenaires d'Anatoly Knyazev dans l'entrepôt ;
- Des dialogues supplémentaires où Lex Luthor fait preuve d'insolence devant Superman ;
- Une scène supplémentaire où Martha Kent est secourue par des patrouilles de police de Gotham tandis que Batman quitte les lieux en Batwing ;
- Des plans supplémentaires où Doomsday envoie un projectile sur un hélicoptère de l'armée américaine ;
- Des plans supplémentaires où Perry White et les employés du Daily Planet contemple le ciel après l'explosion de la bombe nucléaire ;
- Des plans supplémentaires où Doomsday se fait mitrailler par la Batwing ;
- Un plan où Superman est touché par les rafales de visions lasers Doomsday ;
- Des plans supplémentaires montrant Superman se fait empaler par Doomsday de façon plus explicite ;
- Des plans supplémentaires où Lois Lane se penche sur le cadavre de Superman et croise le regard de Diana Prince ;
- Une scène supplémentaire où Lex Luthor contemple l'hologramme de Steppenwolf dans le vaisseau kryptonien et est interpellé par les forces spéciales ;

## Distinctions
Entre 2016 et 2017, le film Batman v Superman : L'Aube de la justice a été sélectionné dans diverses catégories et a remporté plusieurs récompenses,.
Le film obtient de nombreuses distinctions, notamment aux Teen Choice Awards.

### Récompenses
- Golden Trailer Awards 2016 :
  - Affiche la plus originale pour Warner Bros. Pictures
  - Affiche la plus originale pour Warner Bros. et Works ADV
- Central Ohio Film Critics Association Awards 2017 : acteur de l'année pour Michael Shannon
- Oklahoma Film Critics Circle Awards 2017 : meilleur "body of work" pour Amy Adams
- American Society of Composers, Authors, and Publishers Awards 2017 : meilleurs films au box-office pour Hans Zimmer

### Nominations
- Critics' Choice Movie Awards 2016 : meilleure actrice dans un film d'action pour Gal Gadot
- Hollywood Post Alliance 2016 : meilleur son dans un long métrage pour Chris Jenkins, Michael Keller, Scott Hecker et Warner Bros. Post Production Services
- Golden Trailer Awards 2016 : meilleure bande-annonce de film d’action pour Warner Bros. et Jax
- Women Film Critics Circle Awards 2016 : meilleure héroïne d'action pour Gal Gadot
- Il Festival Nazionale del Doppiaggio Voci nell'Ombra 2016 : meilleure voix masculine pour Riccardo Rossi (pour le doublage de Ben Affleck).
- Teen Choice Awards 2016 :
  - Meilleur film de science-fiction ou fantastique
  - Meilleur acteur dans un film de science-fiction ou fantastique pour Ben Affleck
  - Meilleur acteur dans un film de science-fiction ou fantastique pour Henry Cavill
  - Meilleure actrice dans un film de science-fiction ou fantastique pour Amy Adams
  - Meilleur baiser pour Henry Cavill et Amy Adams
  - Meilleure révélation pour Gal Gadot
  - Meilleur vilain pour Jesse Eisenberg
  - Meilleure voleuse de scène pour Gal Gadot
- Golden Schmoes Awards 2016 :
  - Meilleur DVD / Blu-Ray de l'année pour la version Ultimate Edition
  - Meilleure scène d'action de l'année
- Central Ohio Film Critics Association Awards 2017 : actrice de l'année pour Amy Adams
- Kids' Choice Awards 2017 :
  - Film préféré pour DC Entertainment et Warner Bros.
  - Acteur de cinéma préféré pour Ben Affleck
  - Acteur de cinéma préféré pour Henry Cavill
  - Actrice de cinéma préférée pour Amy Adams
  - Dur à cuire préféré pour Ben Affleck
  - Dur à cuire préféré pour Henry Cavill
  - Meilleurs ennemis préférés pour Ben Affleck et Henry Cavill
- Jupiter Awards 2017 : meilleur film international
- People's Choice Awards 2017 : film d'action préféré
- Taurus World Stunt Awards 2017 : meilleur combat pour Richard Cetrone, Guillermo Grispo, Steven John Brown, Wayne Dalglish et Allen Jo